# Штрекайзен, Альберт
Альберт Штрекайзен (нем. Albert Streckeisen; 8 ноября 1901, Базель — 29 сентября 1998, Берн) — швейцарский учёный-геолог, наиболее известный работами в области классификации магматических горных пород. Предложил диаграмму QAPF, также известную как диаграмма Штрекайзена.

## Биография
Альберт Штрекайзен родился в 1901 году в Базеле, Швейцария в семье профессора медицины Базельского университета Адольфа Штрекайзена. Изучал минералогию, петрологию и петрографию в Базеле, Цюрихе и Берне. Его учителями были Август Буксторф и Пауль Ниггли. В 1923 году получил диплом учителя средней школы. В 1927 году защитил докторскую диссертацию, посвящённую геологии и петрологии кантона Граубюнден. В том же году в возрасти 26 лет занял должность профессора минералогии и петрологии в Бухарестский политехническом университете. В качестве сотрудника румынской геологической службы принимал участие в геологическом картировании Карпат. Занимался изучением массива нефелиновых сиенитов Дитрэу в Трансильвании. В 1930-е вернулся в Швейцарию, так как для продолжения работы в Бухаресте потребовалось сменить гражданство. С 1939 по 1971 преподавал естественные науки в гимназии Берна. В 1937—1939 был ассистентом Пауля Ниггли в Швейцарской высшей технической школе. С 1942 года приват-доцент, с 1952 почётный профессор, в 1964—1972 внештатный профессор в Бернском университете. С 1994 года почётный профессор Бухарестского университета. Придерживался пацифистских убеждений.

## Классификация магматических горных пород
В 1958 году Эрнст Ниггли предложил Альберту Штрекайзену и Тео Хюги выполнить ревизию классической работы своего отца, Пауля Ниггли «Tabellen zur Petrographie und zum Gesteinsbestimmen» посвящённой классификации горных пород. Штрекайзен пришёл к выводу, что система классификации магматических горных пород, предложенная Ниггли и широко признанная научным сообществом, нуждается в пересмотре. Но, вместо того чтобы предложить собственное альтернативное решение, Штрекайзен, по рекомендации Эдуарда Венка, выпустил в 1964 году статью, где были очерчены проблемы классификации Ниггли, выдвинуты предложения по их разрешению и содержался призыв к коллегам высказать своё мнение. Статья получила широкий отклик, было получено более 80 ответов, содержащих конкретные предложения. В 1965 году Штрекайзен публикует статью с анализом полученных отзывов, а затем, в 1967 — статью, содержащую детальные предложения по новой классификации. Эта была первая попытка создания классификации горных пород на основе широкого международного обсуждения. Полученная классификация является плодом компромисса между различными национальными научными школами. Комиссия по петрологии международного союза геологических наук (МСГН) создала рабочую группу по номенклатуре горных пород, которая должна была обсудить предложения по новой номенклатуре на международном конгрессе в Праге в 1968 году, но политические события не позволили завершить эту работу. В 1970 году МСГН была сформирована подкомиссия по систематике магматических пород, руководство которой было поручено Штрекайзену. Комиссия подготовила схему классификации, основанную на принципе модального содержания минералов в породе и приняла двойной треугольник QAPF в качестве её графического представления. Рекомендации комиссии для интрузивных горных пород были рассмотрены и приняты на XXIV сессии МСГН в Монреале в 1972 году. В 1981 году были опубликованы рекомендации комиссии по номенклатуре пирокластических горных пород. Штрекайзен руководил подкомиссией по систематике магматических горных пород до 1980 года, и продолжал принимать активное участие в её работе вплоть до 1997 года. В частности, он энергично поддерживал внедрение диаграммы TAS как основы классификации изверженных горных пород.

## Основные труды
- Streckeisen, A. Die Klassifikation der Eruptivgesteine: Ergebnis einer Umfrage. (нем.) // Geologische rundschau : Журнал. — 1965. — Vol. 55. — P. 478—491.
- Streckeisen, A. Classification and nomenclature of igneous rocks.(Final report of an inquiry) (англ.) // Neues Jahrbuch fur Mineralogie, Abhandlungen : Журнал. — 1967. — Vol. 107. — P. 144—240.
- Subcommission, IUGS. Plutonic rocks. Classification and nomenclature recommended by the IUGS Sub-commission on the Systematics of Igneous Rocks. (англ.) // Geotimes. Oct. : Журнал. — 1973. — P. 26—30.
- Streckeisen, A. Classification and nomenclature of plutonic Rocks. Recommendations of the IUGS Subcommission on the Systematics of Igneous Rocks. (англ.) // Geologische Rundschau : Журнал. — Stuttgart, 1967. — Vol. 63. — P. 773–785.
- Streckeisen, A. Classification and nomenclature of volcanic rocks, lamprophyres, carbonatites, and melilitic rocks: Recommendations and suggestions of the IUGS Subcommission on the Systematics of Igneous Rocks. (англ.) // Geology. — 1979. — Vol. 7. — P. 331–335.
- Bas, M. L., Maitre, R. L., Streckeisen, A., Zanettin, B. A chemical classification of volcanic rocks based on the total alkali-silica diagram (англ.) // Journal of petrology. — 1986. — Vol. 27. — P. 745–750.

## Награды и премии
В 1984 году Немецкое минералогическое общество наградило Штрекайзена Медалью Абраама Готтлоба Вернера.